# FINIDR
FINIDR, s.r.o. je ofsetová archová a rotační tiskárna, specializující se na výrobu knižních publikací, katalogů a ostatní polygrafické produkce. Od svého založení v roce 1994 se postupně stala jednou z největších tiskáren ve střední Evropě.
Tiskárna více než 70 % své produkce exportuje na západní trhy jako je Německo, Francie, Rakousko, Velké Británie, Nizozemsko, Skandinávie a další.

## Historie
Historie tiskárny FINIDR začíná v roce 1994. Tiskárna vznikla v Českém Těšíně, ve kterém má polygrafie více než 200letou tradici. Založili ji tři společníci a od jejich příjmení je odvozen název tiskárny FINIDR.[4] Od roku 2009 je jediným vlastníkem tiskárny FINIDR, s.r.o., pan Ing. Jaroslav Drahoš. Tiskárna vznikla na zelené louce a od začátku se zaměřila na tisk knižních publikací. Po prvním roce činnosti zaměstnávala 22 zaměstnanců. Dnes zaměstnává okolo 480 zaměstnanců.
V roce 1998 zakoupil FINIDR část areálu v Českém Těšíně, kde po následných stavebních úpravách probíhá celý výrobní cyklus pod jednou střechou. Dalším přelomovým rokem je rok 2000, ve kterém došlo k pořízení prvního tiskového stroje Heidelberg ve formátu B1.
V roce 2006 byla vystavena nová moderní hala, která navazovala na stávající areál. Po jejím dokončení tiskárna disponovala více než 12 000 m² výrobních a skladovacích ploch. V roce 2019 došlo k dalšímu rozšíření a přistavění nové haly D. Došlo k celkovému rozšíření haly o 1 630 m². V roce 2020 došlo k zahájení rozšíření haly D. Hala byla dokončena v červnu 2021 s výrobní plochou 2500m². Ta poskytne další výrobní prostor pro knihařské stoje.
Od roku 2007 má tiskárna všechny důležité výrobní technologie zdvojeny a stále umístěny pod jednou střechou.
Pravidelně pokračují investice do nových tiskařských strojů a technologií, které umožní zkvalitnit a zefektivnit výrobu. V roce 2019 byla pořízena linka Uniplex, která se skládá ze šičky Aster Pro a snášecí linky o dvanácti stanicích. Pořízeno bylo také nové řezací pracoviště Polar Pace 137. Zároveň i bigovací a skládací stroj pro obálky s klopami. I v uplynulém roce tiskárna nadále investovala a pořídila dva nejnovější stroje tiskařské stroje Heidelberg. Heidelberg Speedmaster XL 106-8-P nejnovější generace 2020 s 8 barevnými věžemi byl instalován jako první ve střední a východní Evropě. Celkově se stal třetím strojem této velikosti v tiskárně. Druhým tiskovým strojem byla instalace Heidelberg Speedmaster XL 75-5. Tento stroj byl prvním svého druhu v Evropě. Dalšími instalovanými stroji v období od dubna do června 2020 byly CTP automat, plně automatizovaná skládačka, šička a snášecí linka. Všechny významné investice roku 2020, které byly uskutečněny, byly investicemi CO2 free. Znamená to, že tyto nové stroje instalované v roce 2020 byly vyrobeny šetrně k životnímu prostředí a uhlíková stopa (CO2), která vznikla při jejich výrobě, byla plně kompenzována v rámci probíhajících ekologických projektů FINIDRu.
Na začátku roku 2021 došlo k rozhodnutí majitele nedaleké Těšínské tiskárny o ukončení polygrafické činnosti a uzavření výroby. Tato tiskárna (s různými názvy) měla za sebou dlouhotrvající 215letou tradici. Proto byli osloveni zástupci tiskárny FINIDR, zda by nenašli cestu, jak alespoň částečně zachovat tuto tradici. Po dlouhých vyjednáváních se nakonec podařilo dohodnout odkup určitých tiskařských strojů, přestup některých zaměstnanců a nakonec i koupi nemovitosti tiskárny. V průběhu května a června 2021 se tak postupně v této budově opět rozjede výroba knih - tentokrát však už pod záštitou FINIDRu.
V roce 2020 tiskárna FINIDR s.r.o. dosáhla ročního obratu 35 milionů euro a vyrobila 22 milionů kusů knih. V předešlém roce 2019 činil obrat tiskárny 38 milionů euro a bylo vyrobeno 24 milionů kusů knih. V druhém kvartálu roku 2020 byla ve FINIDRu vyrobena jubilejní 350. miliontá kniha. Díky těmto číslům patří tiskárna FINIDR, s.r.o. k lídrům na českém i evropském trhu.

## Certifikace
Od roku 2008 je tiskárna zapojena do certifikačního systému FSC® . Forest Stewardship Council® je mezinárodní nezisková organizace, která vznikla v roce 1993 s cílem podpořit šetrné obhospodařování lesů a vytvořit certifikační systém jako nástroj pro sledování původu dřeva od těžby, přes zpracování až po konečný výrobek – např. papír a výrobky z něj. Tiskárna FINIDR je největším výrobcem FSC® knih v České republice.
V roce 2015 získala tiskárna poprvé bonitní certifikát CrefoCert. Od tohoto roku je jeho každoročním držitelem. Od roku 2017 dochází ke změně názvu certifikace na CrefoPort.
V roce 2016 získala certifikaci „Hospodaření s uhlíkovou stopou“, díky které může vyrábět výrobky CO2 neutral. Jedná se o produkt s nulovou uhlíkovou stopou.
Společnost je také držitelem certifikací ofsetového tisku Fogra PSO, zelená firma a zelená energie. Tiskárna FINIDR, s.r.o. je zapojena do plánu řízení uhlíkové stopy s cílem snižovat svůj dopad na životní prostředí a snižování emisí CO2 ve stanoveném období.
V roce 2020 byla tiskárna FINIDR auditována v oblasti společenské odpovědnosti firmy (CSR) mezinárodní auditorskou společnosti EcoVadis tiskárna a obhájila stříbrnou v medaili.

## Veletrhy a výstavy
Pravidelně se zástupci tiskárny FINIDR účastní mezinárodních knižních veletrhů, jejichž cílem je prohloubení osobních vztahů s klienty a nové akvizice. Již tradičně prezentuje své tiskařské a knihařské umění na knižních veletrzích Svět knihy Praha, Frankfurter Buchmesse, Leipziger Buchmesse, The London Book Fair a IPG Conference London. Archivováno 27. 3. 2017 na Wayback Machine.

## Společenská odpovědnost a sponzoring
Po celý rok 2021 se FINIDR zavázal, že za každou novou zakázku vysadí 1 nový strom. Cílem je zpestření a obnova skladby lesů tím, že vysadí potřebné druhy stromů, které v ní chybí. Výsadba by měla probíhat na jaře a na podzim ve lesích střední Evropy.
Tiskárna FINIDR je od roku 2010 hlavním partnerem pro věcné dary celostátní kampaně Celé Česko čte dětem, která svými aktivitami podporuje čtení a trávení společného času rodičů s dětmi. Každoročně podporuje tiskárna FINIDR také řadu činností v oblasti předškolních aktivit dětí a mládeže v Českém Těšíně a jeho blízkém okolí. FINIDR také pořádal exkurzi členy Charitního centra pro seniory v Českém Těšíně. Dále spolupracuje se společností Člověk v tísni na projektu Postavme školu v Africe .
Pravidelná podpora směřuje také v podobě dodávek papíru do školek, škol a neziskovým organizacím v Českém Těšíně a jeho blízkém okolí .
V roce 2008 FINIDR ve spolupráci s Albrechtovou střední školou v Českém Těšíně inicioval vznik oboru polygrafie. Studenti těchto oborů v tiskárně realizují odbornou praxi v grafickém studiu, středisku CTP, tisku, knihárně i ručních pracích. V roce 2017 přibyl nový obor s výučním listem – tiskař na polygrafických strojích.

## Úspěchy a ocenění
2021 - Magnesia Litera - Cena čtenářů za Já, Finis.
2020 – Kniha roku – Šikmý kostel
2020 – Magnesia litera - A jako Antarktida, Jan Ámos Komenský: Labyrint světa a ráj srdce, a Jan Žižka.
Cena čtenářů za GUMP: Pes, který naučil lidi žít.
2019 – Nejkrásnější kniha ČR - 3. místo za vynikající polygrafické zpracování Jan Ámos Komenský: Labyrint světa a ráj srdce
2019 - Nejkrásnější knihy Slovenska - Božská komédia, Vtáčí atlas, Toto nie je kuchárska kniha, Karol Kállay – Zaostrené na krásu
Hlavní Cena Ministerstva kultury SR za celkovou výtvarní a technickou kvalitu knihy Dante Alighieri: Božská komédia.
2018 – Nejkrásnější kniha Rakouska - My father never cut his hair, Zahlen, bitte
2018 - Nejkrásnější knihy Slovenska - J. Satinský: Gundžovníky, J. W. Goethe: Faust
2018 - Nejkrásnější kniha Německa - Die grüne Stadtküche
2017 – Nejkrásnější kniha ČR - cena SČUG Hollara za vynikající ilustrační doprovod získala edice Jedna Báseň, svazek 1 – Koleno, svazek 2 – Maryčka Magdonova
2017 – Nejkrásnější kniha Slovenska - Martin Štrba – Pevná zem pod hlavou, Lily a Momo 